# Minami Uwano
Minami Uwano (jap. 上野 みなみ Uwano Minami; ur. 18 maja 1991 w Hachinohe)  – japońska kolarka torowa i szosowa, srebrna medalistka torowych mistrzostw świata.

## Kariera
Pierwsze sukcesy w karierze osiągnęła w 2012 roku, kiedy na kolarskich mistrzostwach Azji w Kuala Lumpur zdobyła dwa medale. Najpierw zajęła drugie miejsce w drużynowym wyścigu na dochodzenie, a następnie była druga w indywidualnej jeździe na czas. Na rozgrywanych rok później mistrzostwach Azji w Nowym Delhi była druga w scratchu, drużynowym wyścigu na dochodzenie oraz indywidualnej jeździe na czas. W 2015 roku wywalczyła srebrny medal w wyścigu punktowym na mistrzostwach świata w Paryżu. W zawodach tych rozdzieliła na podium Niemkę Stephanie Pohl i Kimberly Geist z USA. Była także trzecia w tej samej konkurencji na kolarskich mistrzostwach Azji w Izu.